# Talsperre Funcho
Die Talsperre Funcho (portugiesisch Barragem do Funcho) liegt im Distrikt Faro der Region Algarve Portugals. Sie staut den Fluss Arade zum Stausee (port. Albufeira da Barragem do Funcho) auf. Rund zwei Kilometer flussabwärts beginnt der Stau der nächsten, der  Talsperre Arade.
Mit dem Projekt zur Errichtung der Talsperre wurde im Jahre 1978 begonnen. Der Bau wurde 1993 fertiggestellt. Die Talsperre dient neben der Bewässerung auch der Trinkwasserversorgung. Sie ist im Besitz des Instituto da Água (INAG).

## Absperrbauwerk
Das Absperrbauwerk ist eine doppelt gekrümmte Bogenstaumauer aus Beton mit einer Höhe von 48,8 m über der Gründungssohle (46 m über dem Flussbett). Die Mauerkrone liegt auf einer Höhe von 99,8 m über dem Meeresspiegel. Die Länge der Mauerkrone beträgt 165 m. Das Volumen des Bauwerks umfasst 61.000 m³.
Die Staumauer verfügt sowohl über einen Grundablass als auch über eine Hochwasserentlastung. Über den Grundablass können maximal 360 m³/s abgeleitet werden, über die Hochwasserentlastung maximal 70 m³/s. Das Bemessungshochwasser liegt bei 544 m³/s; die Wahrscheinlichkeit für das Auftreten dieses Ereignisses wurde mit einmal in 500 Jahren bestimmt.

## Stausee
Beim normalen Stauziel von 96 m (max. 96,8 m bei Hochwasser) erstreckt sich der Stausee über eine Fläche von rund 3,6 km² und fasst 47,72 Mio. m³ Wasser – davon können 42,75 Mio. m³ genutzt werden. Das minimale Stauziel liegt bei 73 m.